# Brug bij Veldwezelt
De brug bij Veldwezelt is een liggerbrug over het Albertkanaal nabij Veldwezelt in de Belgische gemeente Lanaken. De brug maakt deel uit van de gewestweg N2 (2e Carbinierslaan).
De eerste brug op deze locatie was een boogbrug die werd gebouwd bij de aanleg van het Albertkanaal in 1935. Deze werd bij de verbreding van het kanaal vervangen door de huidige brug.
Bij de brug, tussen het kanaal en de grens met Nederland, staat een gedenksteen voor de piloten van de Royal Air Force die op 12 mei poogden de brug bij Veldwezelt over het Albertkanaal te bombarderen waarbij onder meer de Engelse navigator Thomas Gray omkwam. Die was op 10 mei in handen van de Wehrmacht gevallen via een verrassingsaanval met zweefvliegtuigen.

## Galerij

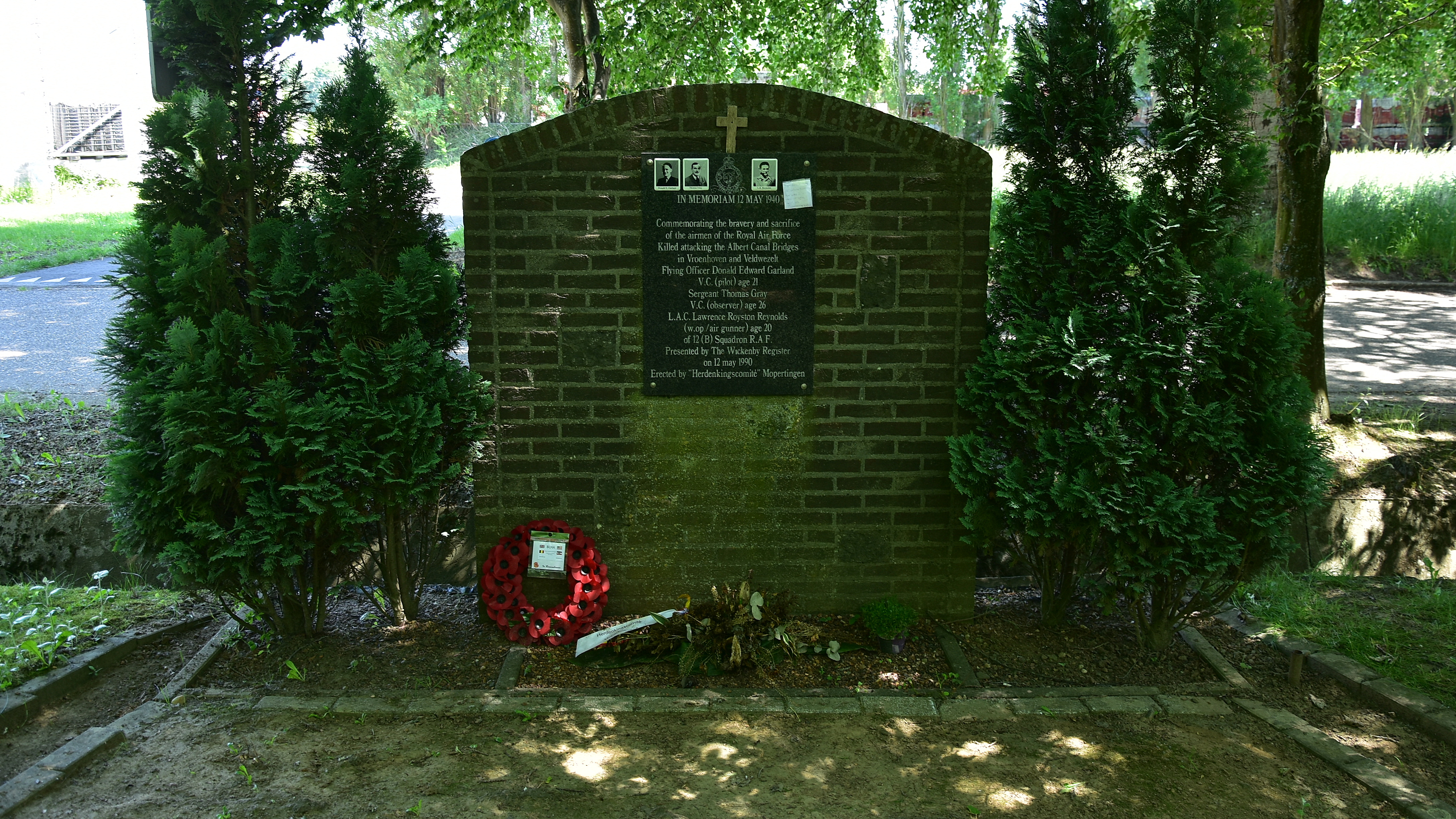
De gedenksteen
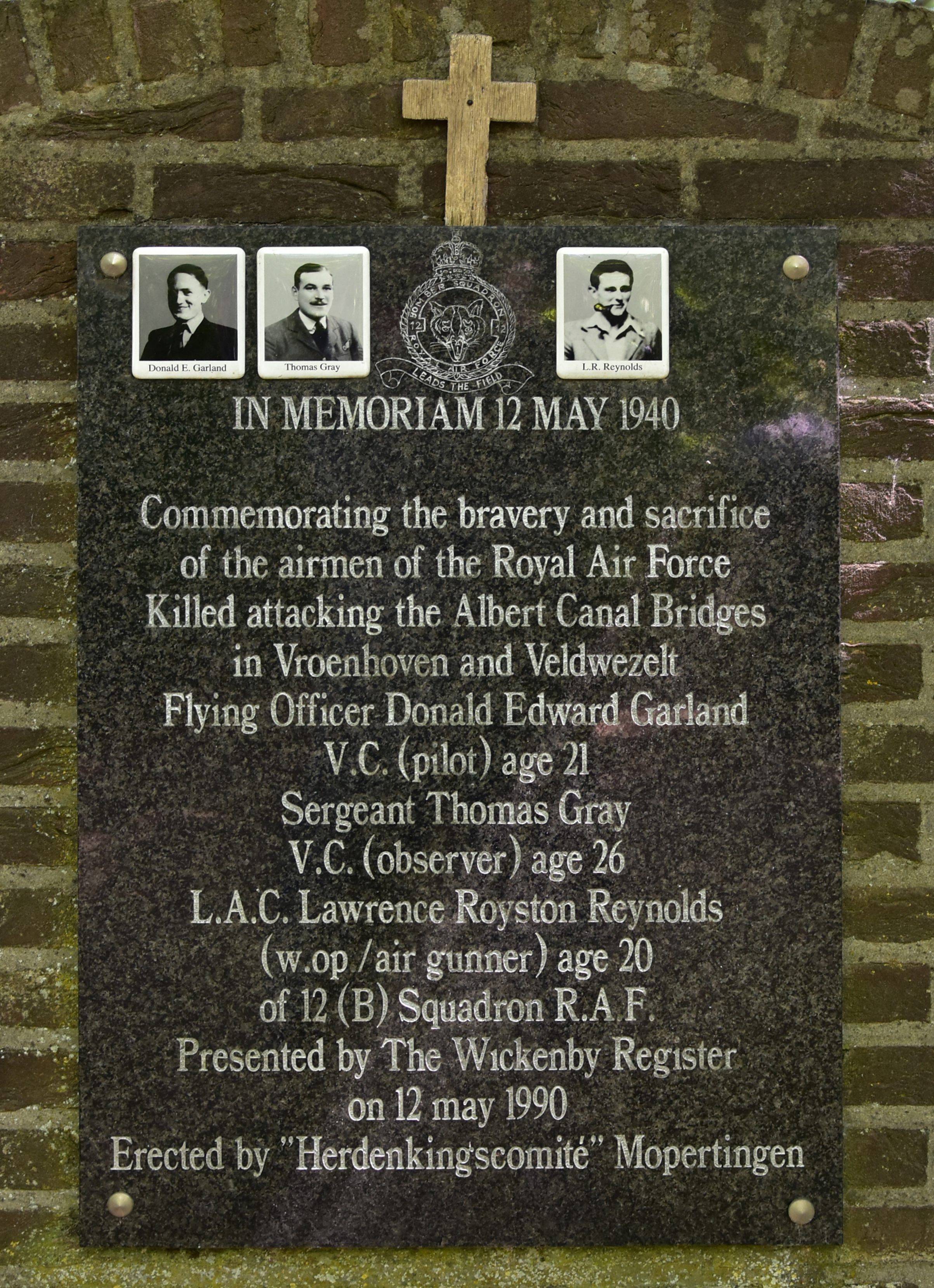
Detail